# علیرضا دغاغله
علیرضا دغاغله (زاده ۱۱ آبان ۱۳۷۵ در اهواز) بازیکن اهل ایران است که در پست مدافع و هافبک چپ برای باشگاه فوتبال شمس‌آذر در لیگ برتر خلیج فارس بازی می‌کند.